# Atonalitat

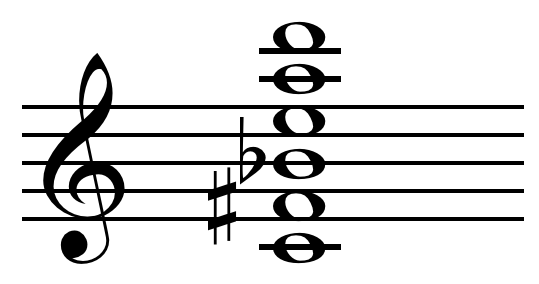
L'acord místic, invenció d'Aleksandr Skriabin

L'atonalitat és un sistema musical que prescindeix de la tonalitat, amb la finalitat que els dotze graus de l'escala cromàtica tinguin el mateix valor, sense cap mena de jerarquia.
Com que no hi ha cap tonalitat ni cap tònica (encara que sí que hi poden haver transitoris centres tonals com ara els que va utilitzar Alban Berg en algunes de les seves obres), aquest tipus de música no s'escriu amb armadura de clau, a més a més que les melodies es construeixen de tal manera que no predomini cap nota sobre les altres. L'atonalitat lliure, cultivat entre d'altres per Skriabin i pel primer Schönberg, va donar pas a l'atonalitat organitzada o dodecafonisme, del qual va ser creador aquest.
L'atonalitat produeix una sensació sonora de tensió, aspror, motivada per l'absència de punts de suport harmònic (acords de tònica i dominant) en els finals de les frases musicals i per la utilització d'acords dissonants.

## Atonalitat a la Segona escola de Viena
Amb el vienès Arnold Schönberg, s'arriba al que potser és el primer compositor que, tot i que educat en la fi de la música vuitcentista, arribarà una plenitud totalment contemporània que influirà com cap altre a la pràctica compositiva dels següents cinquanta anys. Lligat a l'agitada vida de la ciutat de principis de segle, Mahler va ser l'única figura pertanyent a les institucions oficials de qui va rebre suport. Schönberg mostra en les seves primeres obres, com en el sextet de corda Nit transfigurada (1899), un llenguatge
clarament postromàntic d'acord amb l'estil de Wagner o de Strauss. En continuar amb aquest estil i portar-lo a les seves últimes conseqüències, va fer que els principis de tonalitat i harmonia que havien regit la música durant pràcticament els dos segles precedents acabessin per desaparèixer. D'aquesta manera, cap a 1906 Schönberg es va endinsar en el camí de l'atonalitat, on la música havia perdut definitivament el principi d'articular-se al voltant d'una alçada concreta. La Simfonia de cambra d'aquest mateix any pot ser considerada com l'inici d'aquest camí, sent definitivament atonals la seva Peça per a piano op. 11 i el seu cicle de cançons El llibre dels jardins penjants, tots dos de 1909. Durant aquest període, que s'estendria aproximadament fins a 1912, Schönberg es decanta preferentment per la composició per a plantilles reduïdes i pel desplegament d'un complex contrapunt, aspectes tots dos que el distancien de l'herència vuitcentista.
Una vegada que la seva música ha perdut la tonalitat com a element de cohesió, apareix la necessitat de buscar nous mètodes per aconseguir aquesta perduda de cohesió. Recorre per exemple a l'ús de cànons, de progressions d'intervals recurrents o de l'anomenada «melodia de timbres», -klanfargen-melodien- que ocupa notablement el tercer moviment de les Cinc peces orquestrals op. 16 (1909), procediment que ja havia estat intuït per Mahler i Strauss. Algunes de les seves composicions com Pierrot Lunaire (1912) posseeixen autèntics tints expressionistes en paral·lel amb el moviment que en les arts alemanyes apareixia amb anterioritat a la Primera Guerra Mundial. El Pierrot deu molt al món del cabaret, ben conegut per Schönberg. La cantant, acompanyada per una petita plantilla instrumental, interpreta la seva línia amb un cant a mig camí entre el cantat i el parlat per mitjà de la tècnica coneguda com a sprechgesang.
Cap a 1903, Schönberg havia començat a fer classes particulars de composició. Entre els seus primers alumnes hi havia Anton Webern i Alban Berg. Tots dos van romandre en contacte amb el seu mestre al llarg de la seva vida, en un estret lligam que va fer que se'ls distingís com la «Segona Escola de Viena» en relació amb la «primera» formada per Haydn, Mozart i Beethoven, sense deixar de costat a Schubert.
El 13 de març de 1913 a Viena, Schönberg va dirigir un programa orquestral en el qual s'incloïa, a més de la seva Primera Simfonia de cambra, obres atonals dels seus deixebles Berg i Webern: les Cançons d'Altenberg del primer, que posaven en música poemes breus d'un vienès contemporani, i una col·lecció de sis peces orquestrals del segon. Aquestes dues obres són molt característiques dels seus respectius compositors, i podien així demostrar, en una data primerenca, l'abast del model atonal de Schönberg. Les peces de Webern són gairebé totes molt breus, duren un minut o dos; la quarta d'elles, una marxa fúnebre de quatre minuts, sembla immensa dins del seu context. Les cançons de Berg són també força breus, però el seu alè és molt més gran, i la seva orquestració sensual és força diferent de la de Schönberg o Webern. No obstant això, no totes van arribar a escoltar-se, perquè aquest «Skandalkonzert» (concert de l'escàndol), com va passar a conèixer-se, va ser interromput pel soroll del públic a la meitat de la interpretació de l'obra de Berg i va haver de suspendre's.